# Fusajiro Yamauchi
Fusajiro Yamauchi (山内 房治郎, Yamauchi Fusajirō, Kyoto 22 de novembre de 1859 - 1 de gener de 1940) fou el fundador de Nintendo.
Nascut com a Fusajirō Fukui, va ser un empresari japonès que va fundar l'empresa Nintendo Kopai actualment coneguda com Nintendo. Yamauchi va viure a Kyoto i va tenir una filla, Tei Yamauchi, que més tard es va casar amb Sekiryo Kaneda.
Va fundar Nintentdo l’any 1891 produint jocs de cartes japonesos anomenats hanafuda. És el rebesavi de Hiroshi Yamauchi, president de la companyia des del 1949 al 2002.